# Kálmán Olga
Kálmán Olga (Monor, 1968. február 23. –) Pulitzer-emlékdíjas magyar szerkesztő-riporter, műsorvezető, országgyűlési képviselő (DK).

## Pályája
A középiskolát a Pest megyei Monoron végezte a József Attila Gimnáziumban. Érettségi vizsga után jelentkezett a Színművészeti Főiskolára, de mivel már az első rostán sem jutott túl, nem vették fel, tanulmányait a szombathelyi Berzsenyi Dániel Főiskolán folytatta magyar nyelv és irodalom, valamint népművelés szakon. 1994-től dolgozott a Magyar Televízió Nyugat-magyarországi Regionális Stúdiójában, Szombathelyen szerkesztette és vezette a politikai és közéleti műsorokat. Ezalatt párhuzamosan heti három napot Budapesten is dolgozott, mint az MTV Híradó műsorvezetője, szerkesztő-riportere. 1995-ben Hídvégi Józsefnek a Híradó akkori főszerkesztőjének hívására került a Magyar Televízióhoz. 1998-ban a Hét műsorvezetője, illetve 1999-től az Objektív tudósítója, 1999-től pedig a Szabadság tér című reggeli műsornak volt szerkesztő-műsorvezetője, 1999-től ugyanebben a beosztásban a Rádió Bridge-nél, 2000-től pedig az InfoRádiónál dolgozott. 2003-tól az ATV televíziós csatornánál szerkesztő-műsorvezető, 2005-től pedig a televíziócsatorna hírigazgatói posztját is betölti. Az ATV Egyenes beszéd című műsorának állandó műsorvezetője. 2016 decemberében felmondott az ATV csatornánál, és 2017. február 14-től a Hír TV-nél dolgozott. Új műsora – Egyenesen Kálmán Olgával – 2017. március 13-án debütált. Műsorának nézettsége azonban alatta maradt az ATV csatornán sugárzottnak. 2018. augusztus 1-jén elbocsátották a Hír TV-től.
Első férje Pungor András újságíró volt, a második Hoffman György adásrendező. Két gyermek édesanyja, Luca az első házasságából, míg Márton a másodikból született.

## Konfliktusai
2006 őszén az Egyenes beszéd műsorában Pokorni Zoltán fideszes politikus élő adásban elhagyta a stúdiót, mert nehezményezte, hogy egy olyan „magánügyről” faggatja, ami szerinte nem tartozik a nyílvánosságra. 2012 októberében szintén az Egyenes beszéd című műsorában Tarlós Istvánnal került személyeskedésig fajuló vitába, miután a főpolgármesternek nem tetszett, hogy túlságosan feszeget egy őt kényelmetlenül érintő ügyet, valamint többször is feltett neki egy általa provokatívnak tartott kérdést, amelyre nem adott Kálmánt kielégítő választ. 2021 májusában rendőrségi feljelentést tett egy őt és családját levélben halálosan megfenyegető ismeretlen tettes ellen, a férfit (V. Gábor) másnap elfogták a rendőrök győri otthonában, aki a helyszínen beismerte tettét.

## Politikusi pályája
2019. június 6-án a Demokratikus Koalíció bejelentette, hogy a budapesti főpolgármesteri előválasztáson őt indítják a DK színeiben, melyen végül alulmaradt Karácsony Gergellyel szemben. Egy videónyilatkozatában kijelentette, hogy őt nem fogja kötni a pártfegyelem, a megfelelési- és igazodási vágy. Polgármesteri programját így foglalta össze: "Budapest legyen a szabadság fővárosa: szabad kultúrát, szabad tudományt, szabad iskolát, szabad sajtót!". 2019 novemberében bejelentették, hogy belépett a pártba, ahol Gy. Németh Erzsébet főpolgármester-helyettes főtanácsadója lett. A Demokratikus Koalíció 2020. március 1-jén tartott tisztújító kongresszusán a párt egyik elnökségi tagjává választották.
A 2021-es magyarországi ellenzéki előválasztáson végül alulmaradt a Párbeszédes Tordai Bencével szemben a Budapesti 4. sz. országgyűlési egyéni választókerületben. A 2022-es országgyűlési választásokat követően a DK frakciójának szóvivője.

## Művei
- Egyenes beszéd. Adásidőn innen és túl; Libri, Budapest, 2013
- Álomország. Hol a határ?; Libri, Budapest, 2015
- Szeretemország. Beszélgetőkönyv Márki-Zay Péterrel; Athenaeum, Budapest, 2019

## Díjai
- 2007 Bossányi Katalin-díj
- 2009 Radnóti Miklós antirasszista díj
- 2011 Déri János-díj[17]
- 2012 Szóvivők Sajtódíja[18]
- 2013 Joseph Pulitzer-emlékdíj
- 2015-ben a Forbes őt választotta a 4. legbefolyásosabb magyar nőnek a médiában

### Könyve
- Kálmán Olga: Egyenes beszéd – Adásidőn innen és túl (Libri Kiadó, Budapest, 2013) ISBN 9789633102749